# بوگدانوو (شهرستان میاکینسکی، باشقیرستان)
بوگدانوو (انگلیسی: Bogdanovo, Miyakinsky District, Republic of Bashkortostan) یک شهرک در شهرستان میاکینسکی استان باشقیرستان کشور روسیه است.